# Stazione di Anghiari
La stazione di Anghiari è stata una stazione ferroviaria posta lungo la ex linea ferroviaria a scartamento ridotto Arezzo-Fossato di Vico chiusa nel 22 maggio 1945 a causa dei bombardamenti della Seconda guerra mondiale, era a servizio del comune di Anghiari.

## Storia
La stazione fu inaugurata insieme alla linea il 1º maggio 1886 e rimase attiva fino al 22 maggio 1945 a seguito dei bombardamenti della seconda guerra mondiale.

## Strutture ed impianti
La stazione di Anghiari era composta da due binari e un fabbricato viaggiatori.
Rimane riconoscibile il fabbricato viaggiatori (restaurato) mentre i due binari vennero smantellati.